# Списък на реките в Европа (водосборен басейн на Северния ледовит океан)
В списъка са включени всички реки над над 200 км, принадлежащи към басейна на Северния ледовит океан. Към водосборния басейн на Северния ледовит океан на територията на Европа попадат водосборните басейни на: Норвежко, Баренцево, Бяло и частично Карско море.
Списъкът е съставен на следния принцип: море – река – приток от първи порядък – приток от втори порядък и т.н. Пред всеки от притоците, от втори порядък нататък, е поставен километърът, на който се влива второстепенната в главната река, като километрите са отчетени от устието към извора на реката с по-висок порядък в съответствие с Държавния воден регистър на Русия. Притоците са подредени от извора към устието на реката от по-голям порядък. Изключения правят тези реки, които не се вливат директно в реката от по-горен порядък, а в някой неин проток, ръкав или близко езеро. Със съответната стрелка са показани кой приток от коя страна на реката се влива: → ляв приток, ← десен приток, считано по посоката на течението на реката с по-голям порядък. След името на съответната река са показани нейната дължина (в km) и площта на водосборния ѝ басейн (в km²).

## Разпределение по басейни
| Водосборен басейн            | Над 1000 км | От 500 до 999 км | От 200 до 499 км | Общо |
| ---------------------------- | ----------- | ---------------- | ---------------- | ---- |
| Норвежко море                | -           | -                | 2                | 2    |
| Баренцево море               | 1           | 3                | 27               | 31   |
| Бяло море                    | 1           | 9                | 33               | 43   |
| Карско море                  | -           | -                | 1                | 1    |
| Северен ледовит океан (общо) | 2           | 12               | 63               | 77   |

### Норвежко море
- Намсен 228 / 6298 Норвегия
- Алтаелва 240 / 7390 Норвегия

### Баренцево море
- Танаелва (Танайоки) 361 / 14 891 Финландия, Норвегия
- Йоканга 202 / 6020 Русия
- Вижас 219 / 3050 Русия
- Ома 268 / 5050 Русия
- Пьоша 257 / 5060 Русия

- Печора 1809 / 322 000 Русия

- 1400 ← Илич 411 / 16 000 Русия
- 1360 → Северна Милва 213 / 5970 Русия
- 1037 ← Щугор 300 / 9660 Русия
- 792 → Лижа 223 / 6620 Русия
- 754 ← Уса 565 / 93 600 Русия

- 252 ← Болшая Роговая 311 / 7290 Русия
- 206 → Косю 259 / 14 800 Русия

- 97 ← Кожим 202 / 5180 Русия

- 161 ← Адзва 334 / 10 600 Русия
- 55 → Болшая Синя 206 / – Русия
- 21 ← Колва 564 / 18 100 Русия

- 687 ← Лая 332 / 9530 Русия
- 455 → Ижма 531 / 31 000 Русия

- 88 ← Себис 230 / 4260 Русия

- 451 → Нерица 203 / 3140 Русия
- 419 → Пижма 361 / 5470 Русия
- 415 → Цилма 374 / 21 500 Русия

- 183 → Косма 251 / 4850 Русия
- 81 → Тобиш 393 / 6610 Русия

- 317 ← Йорса 206 / 2520 (влива се десния проток на Печора – Лабазки Шар) Русия
- 267 ← Созва (Седзва) 215 / 2520 Русия
- 238 ← Шапкина 499 / 6570 Русия
- 188 → Сула 353 / 10 400 Русия

- Чорная 308 / 7290 Русия
- Море-Ю 272 / 4530 Русия

### Бяло море
- Поной 426 / 15 500 Русия
- Стрелна 213 / 2770 Русия
- Варзуга 254 / 9840 Русия
- Ковда 223 / 26 100 Русия

- ← Чирка-Кем 221 / 8270 Русия

- Виг 237 / 27 100 Русия
- Онега 416 / 56 900 Русия

- 375 ← Волошка 260 / 7100 Русия

- Северна Двина 744 / 357 000 Русия

- 744 → Сухона 558 / 50 300 Русия

- Кубена 368 / 11 000 (влива се в Кубенското езеро) Русия

- 744 ← Юг 574 / 35 600 Русия

- 245 → Кичменга 208 / 2330 Русия
- 35 ← Луза 574 / 18 300 Русия

- 673 ← Вичегда 1130 / 121 000 Русия

- 785 → Нем 260 / 4230 Русия
- 550 ← Вишера 247 / 8780 Русия

- 58 → Нившера 215 / 4250 Русия

- 493 → Локчим (Люкчим, Лекчим) 263 / 6600 Русия
- 420 → Сисола 487 / 17 200 Русия
- 298 ← Вим 499 / 25 600 Русия

- 160 ← Йолва 255 / 3340 Русия

- 200 ← Яренга 281 / 5140 Русия
- 48 → Вилед 321 / 5610 Русия

- 638 ← Уфтюга 236 / 6300 (влива се в протока Песчанский Полой) Русия
- 362 → Вага 575 / 44 800 Русия

- 369 ← Кулой 206 / 3300 Русия
- 355 → Вел 233 / 5390 Русия
- 259 ← Устя 477 / 17 500 Русия

- 20 → Кокшенга 251 / 5670 Русия

- 334 ← Ваенга 218 / 3370 Русия

- 68 ← Мехренга 231 / 5080 Русия

- 137 ← Пинега 779 / 42 600 Русия

- 619 ← Илеша 204 / 2250 Русия
- 314 → Юла 250 / 5290 Русия

- Кулой 235 / 19 000 Русия

- 117 ← Немнюга 201 / 3630 Русия

- Мезен 966 / 78 000 Русия

- 390 ← Пижма 236 / 3830 Русия
- 337 ← Сула 221 / 2210 Русия
- 315 ← Кима 219 / 2630 Русия
- 201 → Вашка 605 / 21 000 Русия
- 86 ← Пьоза 363 / 15 100 Русия

### Карско море
- Кара 257 / 13 400 Русия